# Lista największych stadionów w Stanach Zjednoczonych
Poniższa lista przedstawia największe czynne stadiony sportowe w Stanach Zjednoczonych, sklasyfikowane pod względem oficjalnej pojemności trybun.
Na liście zostały ujęte wszystkie stadiony o pojemności ponad 90 000 widzów.
| Poz. | Stadion                                | Pojemność | Lokalizacja     | Klub                     | Dyscyplina                |
| ---- | -------------------------------------- | --------- | --------------- | ------------------------ | ------------------------- |
| 1    | Michigan Stadium                       | 109 901   | Ann Arbor       | Michigan Wolverines      | futbol akademicki         |
| 2    | Beaver Stadium                         | 107 282   | State College   | Penn State Nittany Lions | futbol akademicki         |
| 3    | Ohio Stadium                           | 105 329   | Columbus        | Ohio State Buckeyes      | futbol akademicki         |
| 4    | Neyland Stadium                        | 102 459   | Knoxville       | Tennessee Volunteers     | futbol akademicki         |
| 5    | Bryant-Denny Stadium                   | 101 821   | Tuscaloosa      | Alabama Crimson Tide     | futbol akademicki         |
| 6    | Darrell K Royal-Texas Memorial Stadium | 100 119   | Austin          | Texas Longhorns          | futbol akademicki         |
| 7    | Los Angeles Memorial Coliseum          | 93 607    | Los Angeles     | USC Trojans              | futbol akademicki         |
| 8    | Sanford Stadium                        | 92 746    | Athens          | Georgia Bulldogs         | futbol akademicki         |
| 9    | Rose Bowl                              | 92 542    | Pasadena        | UCLA Bruins              | futbol akademicki         |
| 10   | Tiger Stadium                          | 92 400    | Baton Rouge     | LSU Tigers               | futbol akademicki         |
| 11   | Cotton Bowl                            | 92 200    | Dallas          | Dallas Desire            | futbol amerykański kobiet |
| 12   | FedExField                             | 91 704    | Landover        | Washington Redskins      | futbol amerykański        |
| 13   | Kyle Field                             | 90 079    | College Station | Texas A&M Aggies         | futbol akademicki         |